# Bujumbura
Bujumbura és una ciutat i antiga capital de Burundi. Situada a l'extrem nord-oriental del llac Tanganyika, a 794 m d'altitud, el 1994 tenia una població estimada de 300.000 habitants. És la ciutat més gran de l'estat i el centre administratiu, de comunicacions i econòmic; compta amb indústria tèxtil i del sabó. Bujumbura és el port principal de Burundi, per on passen la major part de les exportacions del país: cafè, cotó, pells i estany.
Bujumbura era antigament la capital normal del país. A finals de desembre de 2018, el president de Burundi Pierre Nkurunziza va anunciar que compliria la promesa del 2007 de retornar a Gitega el seu antic estatus de capital política, amb Bujumbura com a capital econòmica i centre del comerç. Una votació al Parlament de Burundi va oficialitzar el canvi el 16 de gener de 2019, i s'espera que totes les branques del govern es traslladin a Gitega d'aquí a tres anys.

## Història
Bujumbura era un petit poblat quan el 1889 fou triat per instal·lar-hi un destacament militar de l'Àfrica Oriental Alemanya. Després de la Primera Guerra Mundial va esdevenir el centre administratiu de Ruanda-Urundi, mandat belga de la Lliga de les Nacions. La ciutat va canviar el seu nom originari, Usumbura, a Bujumbura quan Burundi va aconseguir la independència el 1962. Des d'aquesta data, Bujumbura ha estat l'escenari de lluites sovintejades entre els dos grups ètnics principals de l'estat, amb les milícies hutus oposant-se a l'exèrcit burundès dominat pels tutsis. Des de la independència, Bujumbura ha estat l'escenari de freqüents enfrontaments entre els dos grups ètnics principals del país, amb milícies hutus oposades a l'exèrcit de Burundi dominat pels tutsis.

## Geografia
El centre urbà és una ciutat colonial amb un gran mercat, l'estadi nacional, la gran mesquita i la catedral. Els museus principals són el Museu de la Vida i el Museu de Geologia. Altres atraccions properes a la ciutat són el parc nacional de Rusizi, una roca a Mugere que vol assenyalar el lloc on es van trobar David Livingstone i Henry Morton Stanley (tot i que la trobada es creu que va tenir lloc a Ujiji, a Tanzània) i la font de l'afluent més meridional del Nil, localment anomenat les fonts del Nil.

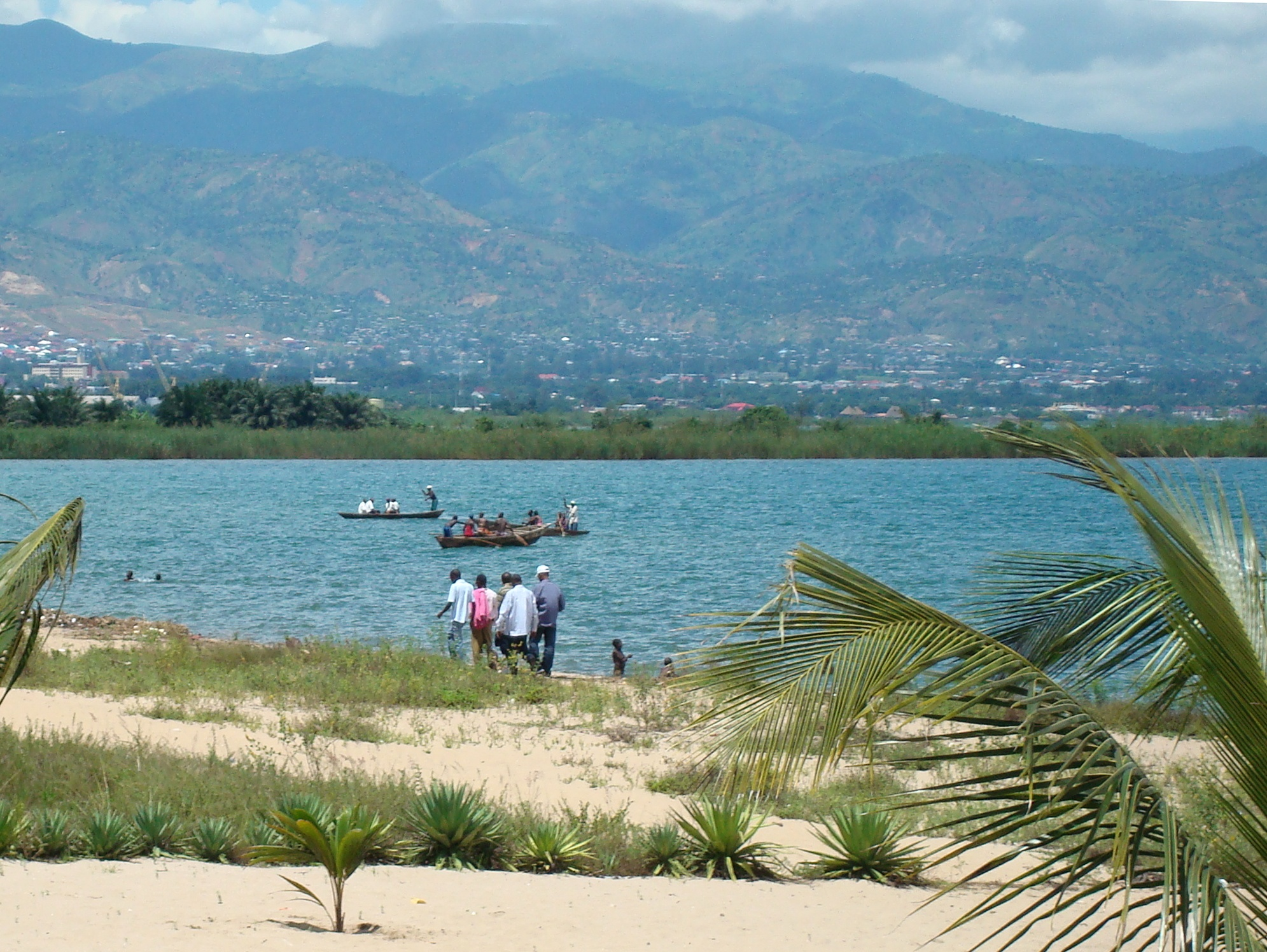
Llac Tanganyika

Bujumbura es troba a la riba nord-est del Llac Tanganyika, el segon llac més profund del món després del Llac Baikal. La ciutat també es troba a la desembocadura del riu Ruzizi i dos rius més petits (Muha i Ntahangwa).
De Bujumbura surten transbordadors cap a Kigoma, a Tanzània. La ciutat té també aeroport internacional i universitat.

### Clima
Bujumbura presenta un clima de sabana tropical (Classificació climàtica de Köppen: Aw) limitant amb un clima semiàrid calent (BSh). Hi ha diferents estacions humides i seques. La seva estació humida és d'octubre a abril, mentre que l'estació seca cobreix els cinc mesos restants. Tot i estar situat a prop de l'equador, Bujumbura no és tan calenta com es podria esperar, a causa de la seva altitud. Les temperatures mitjanes són constants al llarg de l'any amb la temperatura alta al voltant dels 29 °C i la temperatura baixa al voltant dels 19 °C.

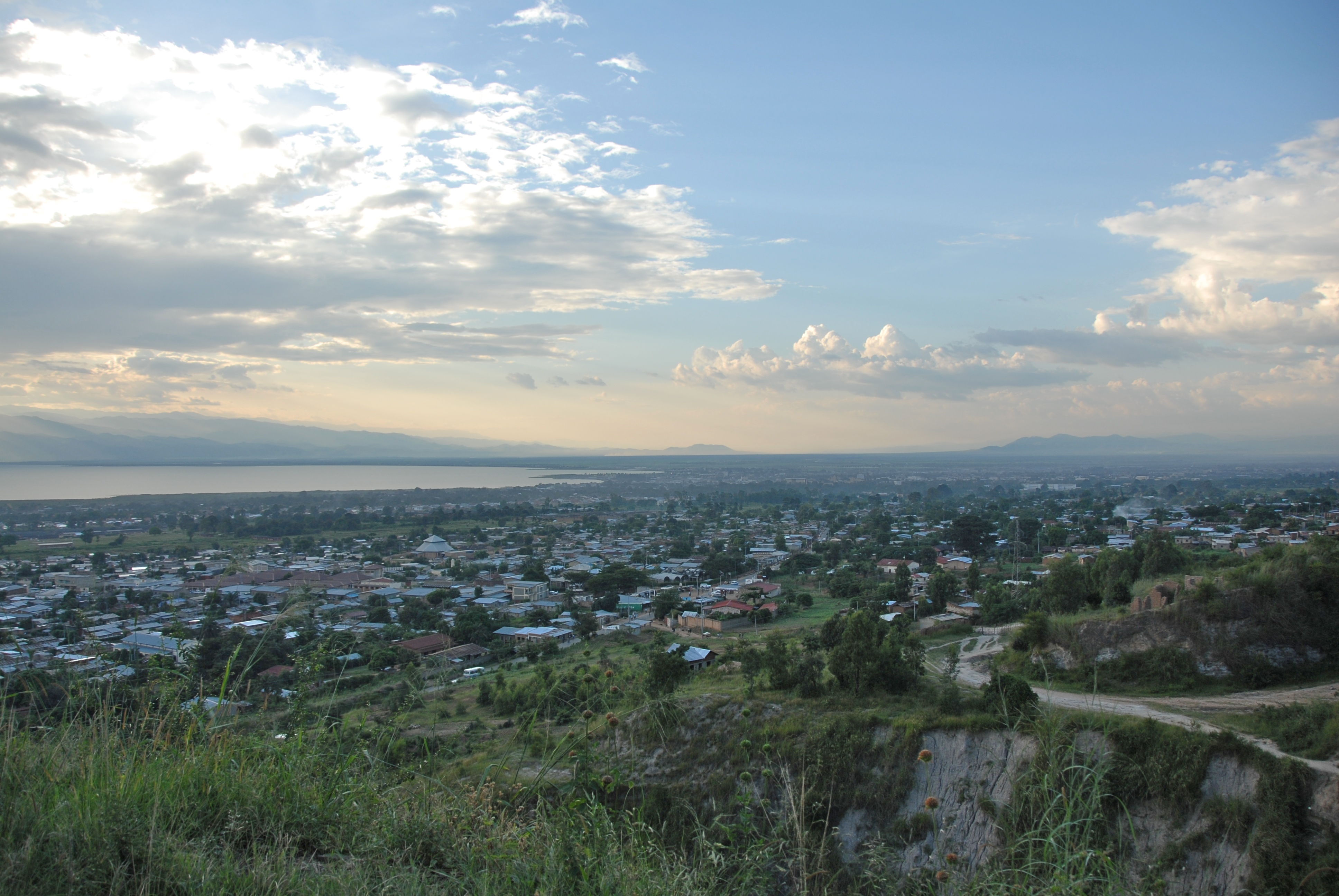
Panorama de Bujumbura

## Administració

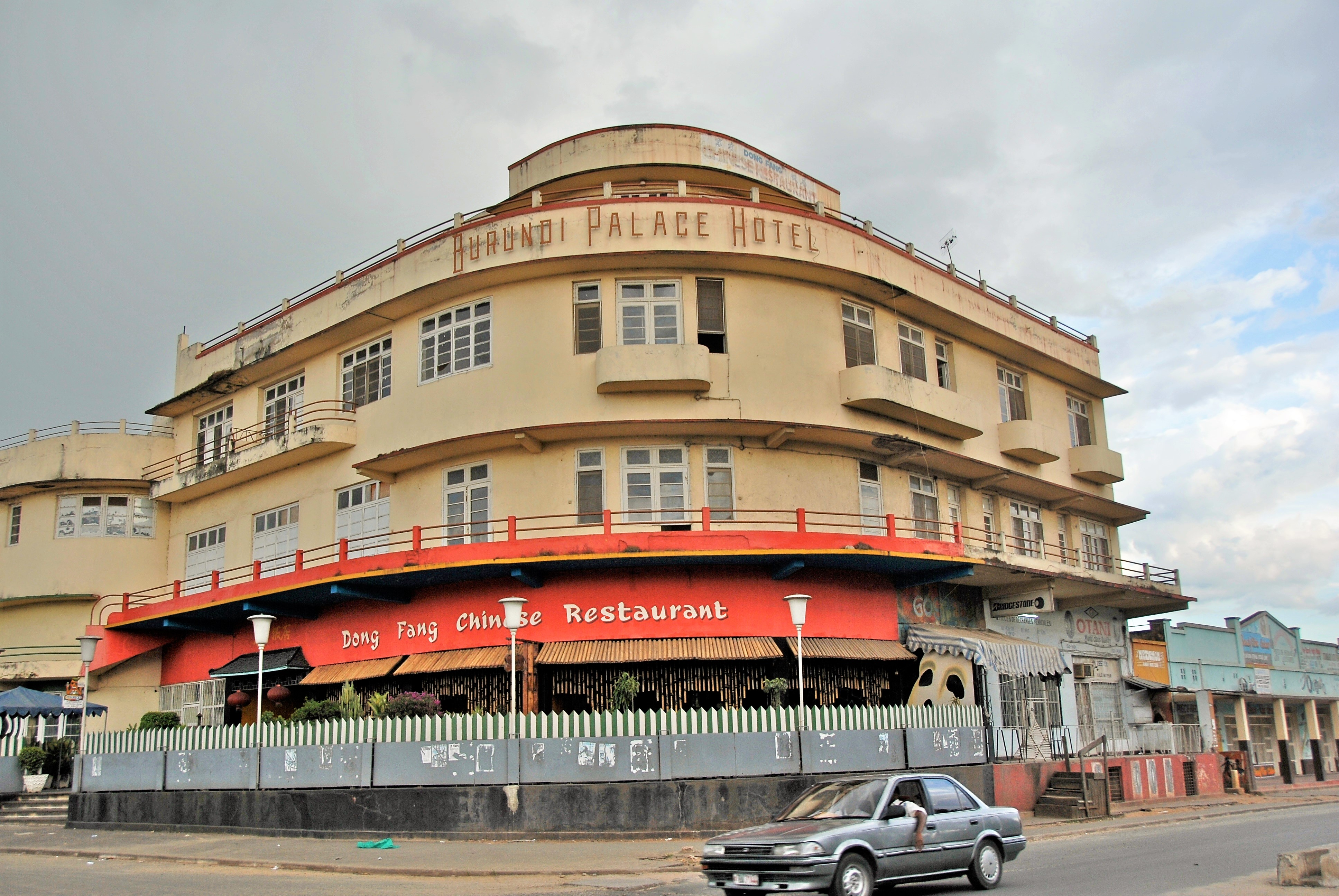
Centre de Bujumbura

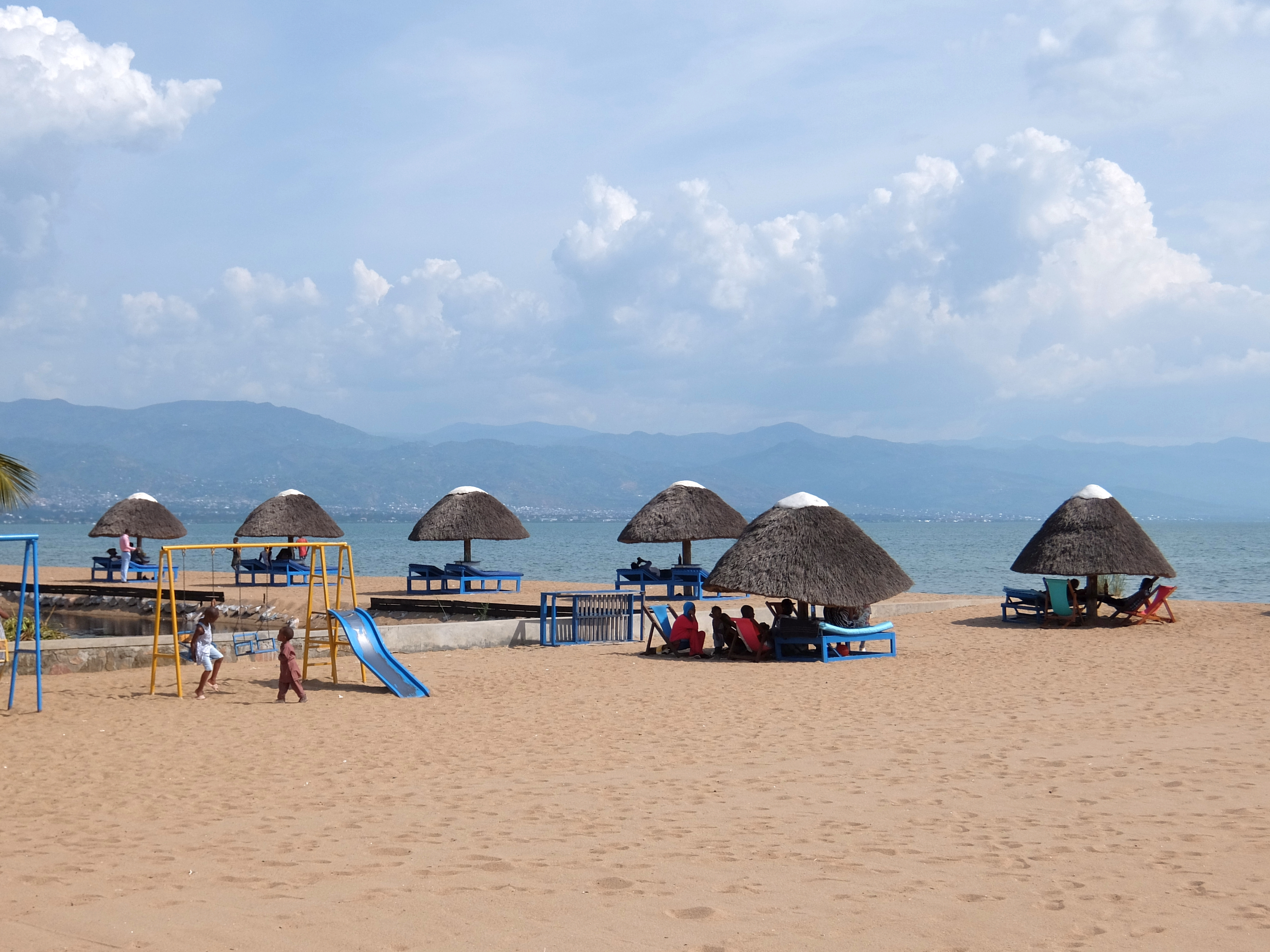
Una platja de Bujumbura al costat nord del llac Tanganyika

Bujumbura està governada per un consell comunitari i un administrador comunitari. Es divideix a més en tres comunes, o barris, cadascun amb el seu propi consell i cap de consell.
Cadascun dels tres municipis actuals es va crear a partir dels 13 antics municipis (actualment subcomunes), a causa d'una reorganització de 2014, que al seu torn es subdivideixen en pobles o zones:

## Economia

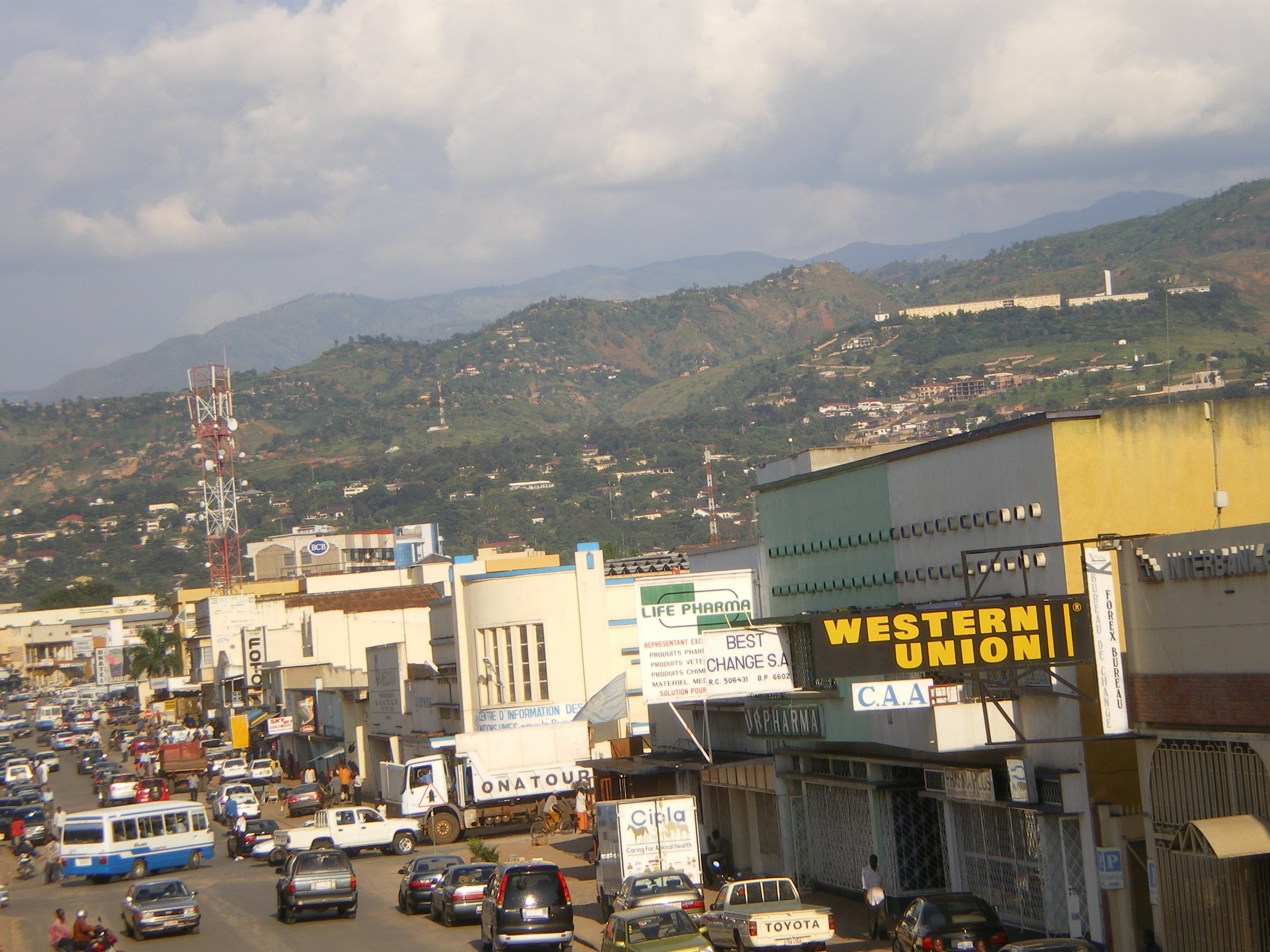
Vista del mercat de Bujumbura

El mercat central de Bujumbura es troba al centre de la ciutat, al llarg de l'avinguda Rwagasore. Durant la violència ètnica de 1993 a Burundi, els ciutadans s'havien tornat menys propensos a viatjar lluny del centre de la ciutat, i els mercats de les comunitats veïnes van perdre el seu negoci al mercat central de Bujumbura. En conseqüència, els venedors van traslladar el seu negoci al mercat central, molts es van instal·lar fora del mercat per manca d'espai. No obstant això, el mercat central acull la major varietat de mercaderies de la ciutat, amb botigues que venen una àmplia gamma de mercaderies.
A la matinada del 27 de gener de 2013, un greu incendi va arrasar el mercat central de Bujumbura. A causa de la mala resposta d'emergència, el foc va durar hores i va provocar un greu cop als intercanvis locals. Centenars de venedors, locals i estrangers, van perdre les seves mercaderies a causa del foc i del saqueig denunciat. Mentre que els serveis d'emergència de Burundi no van poder extingir el foc pel seu compte, la veïna Rwanda va enviar helicòpters per ajudar en la resposta d'emergència.

## Política
Llista d'alcaldes de Bujumbura
- Gérard Kibinakanwa, 1962–1967[10]
- Thérence Ndikumasabo, 1967–1969
- Pie Kanyoni, 1969–1975 i 1976–1977
- Charles Kabunyoma, 1976
- Juvénal Madirisha, 1977–1979
- Germain Nkwirikiye, 1979–1981
- Lucien Sakubu, 1981–1987
- Léonidas Ndoricimpa, 1987–1991
- Arthémon Mvuyekure, 1991–1992
- Anatole Kanyenkiko, 1992–1993
- Léonce Sinzinkayo, 1993–1994
- Pie Ntiyankundiye, 1994–2002
- Pontien Niyongabo, 2002–2005
- Célestin Sebutama, 2005–2007
- Elias Buregure, 2007
- Evrard Giswaswa, c. 2008-2012[11]

- Saidi Juma, c. 2012
- Freddy Mbonimpa, 2017–2020
- Jimmy Hatungimana, 2020–

## Esports
Bujumbura és la ubicació de l'estadi multiesportiu Intwari de la ciutat. S'utilitza principalment per a partits de futbol, és l'estadi més gran del país amb 22.000 seients.
La ciutat també alberga múltiples pistes de bàsquet i tennis, així com una multitud de piscines cobertes i a l'aire lliure.

## Educació

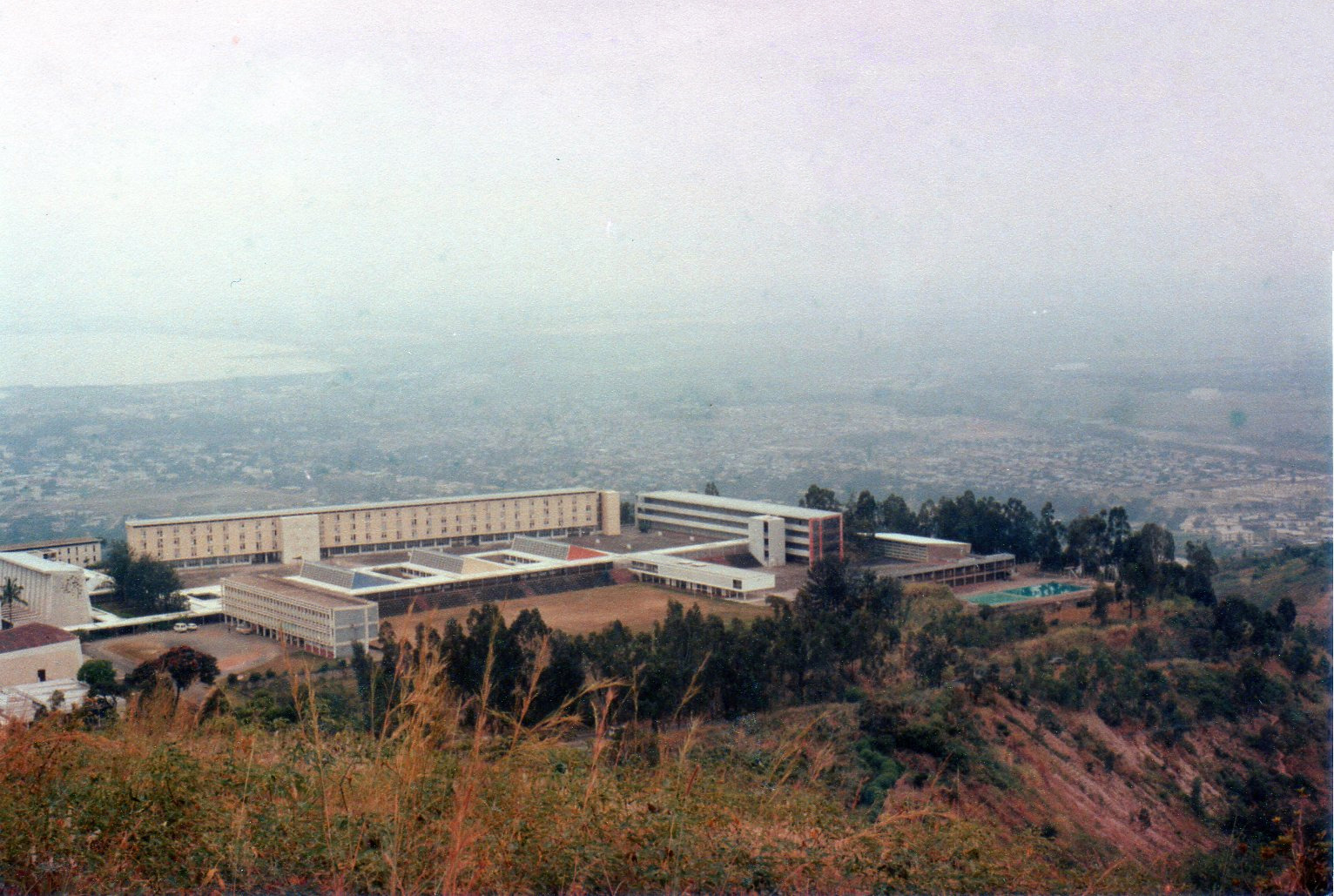
Vista dels edificis de la universitat a Bujumbura

La Universitat de Burundi es troba a Bujumbura, igual que la Universitat Hope Africa, Université Paix et Réconciliation, Université des Grands Lacs, Université du Lac Tanganyika, Ecole Normale Supérieure, Université Lumière de Bujumbura, Universitat Internacional de Bujumbura (BIU), Universitat Internacional de l'Equador, International Leadership University of Bujumbura, Université Ntare Rugamba de Bujumbura, Université Sagesse d'Afrique de Bujumbura, Université Martin Luther King, Institut Supérieur de Développement de Bujumbura (ISD), Ecole Nationale d'Administration "ENA", Institut National de Santé Publique " INSP", Institut Supérieur de Gestion des Entreprises "ISGE", Institut Supérieur d'Ingénieurs et Cadres Techniciens en Génie Informatique, Télécommunications et Technologies Avancées "INITELEMATIQUE".
Escoles internacionals:
- École Belge de Bujumbura (escola belga)
- École Française de Bujumbura (escola francesa)
- King's School (escola britànica)
- Escola Montessori Internacional de Bujumbura
- Burundi English School (escola d'anglès)
- Escola Internacional de Cubahiro

## Transport

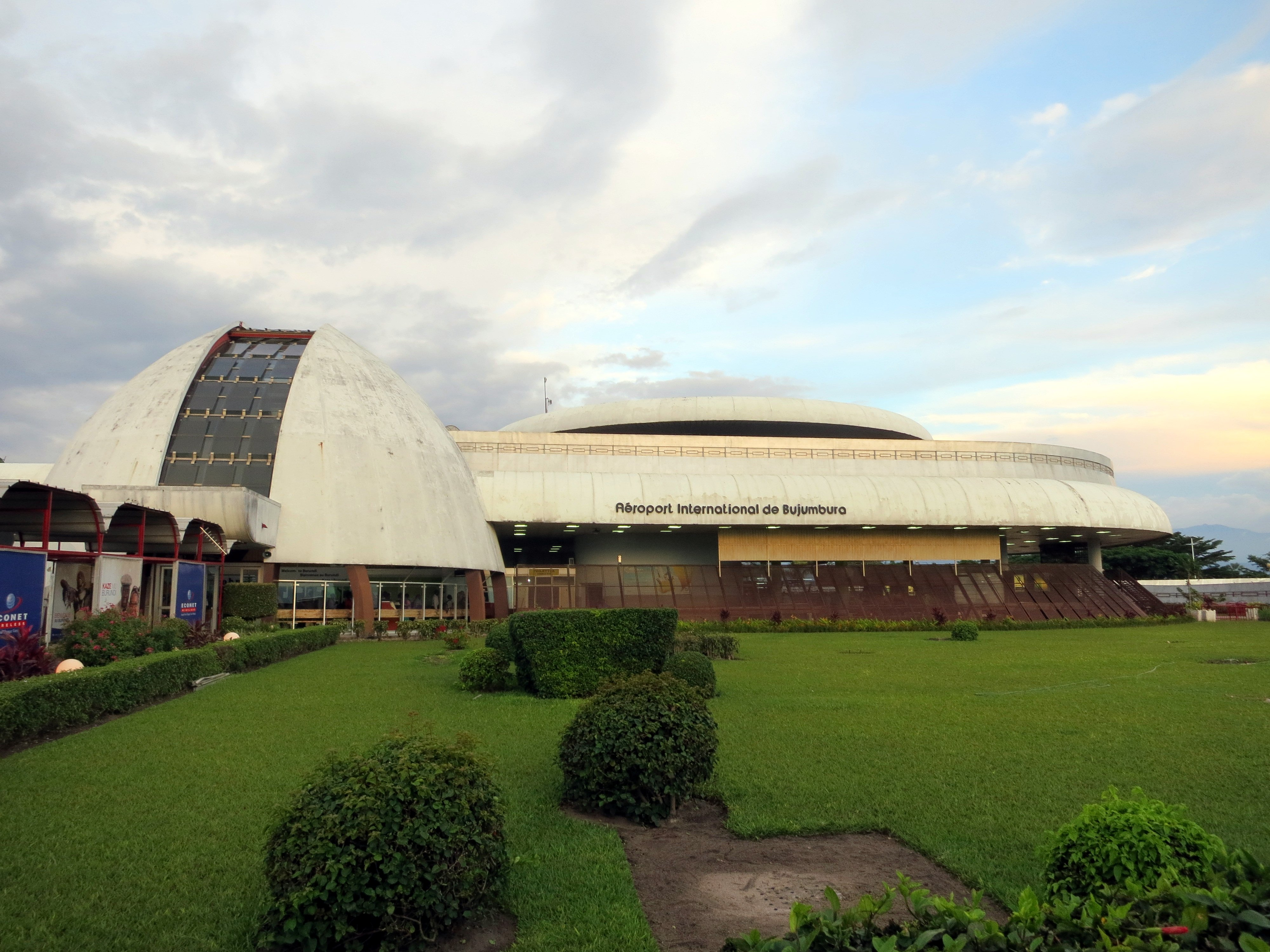
Aeroport internacional de Bujumbura

L’aeroport internacional de Bujumbura està situat als afores de la ciutat.
El transport públic a Bujumbura consisteix principalment en taxis i minibusos, coneguts localment com Hiace. Els vehicles de transport públic són generalment blancs i blaus.

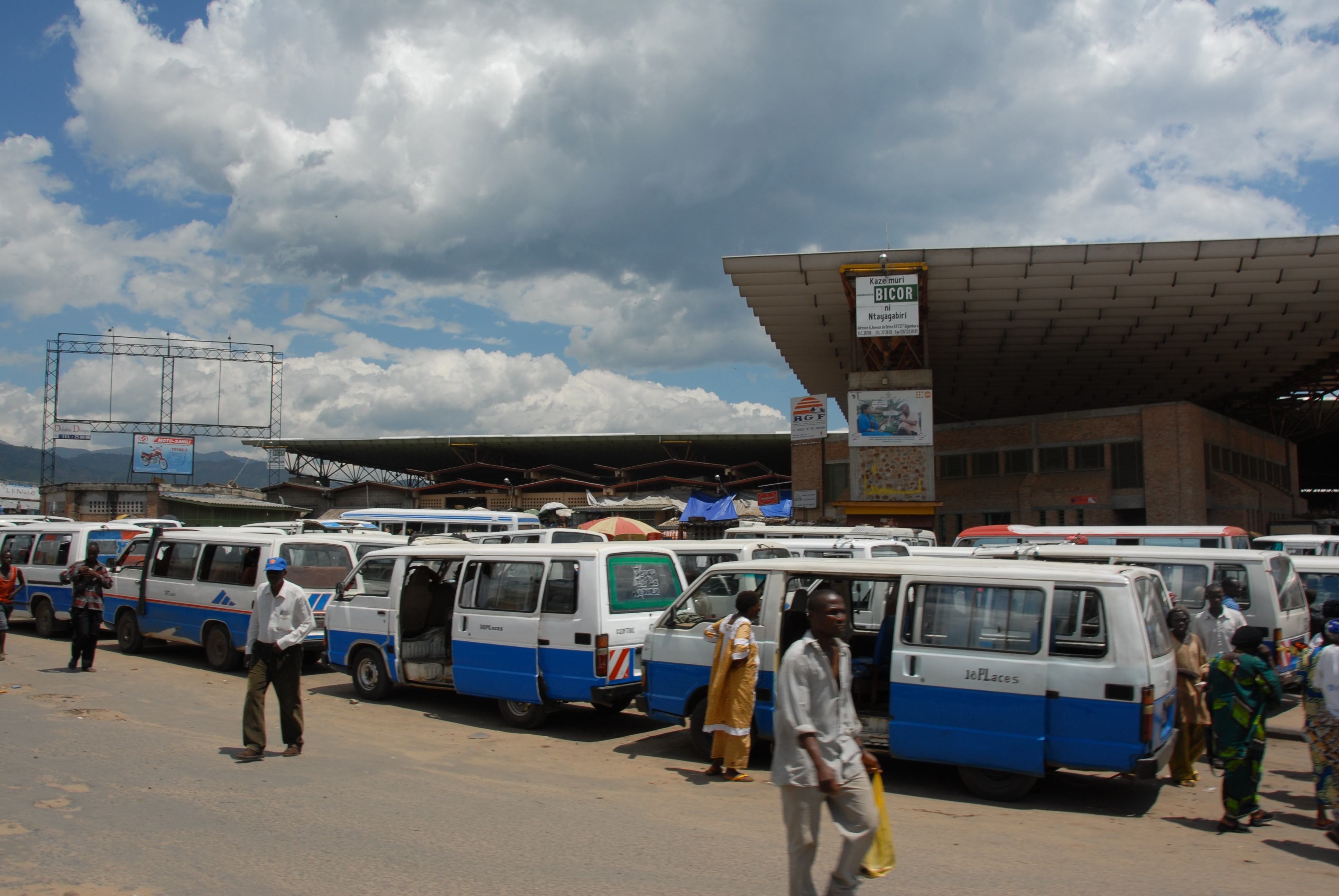
L'estació d'autobusos de Bujumbura

Els taxis de Bujumbura són abundants per tota la ciutat i es consideren la forma de transport més segura. Hi ha mototaxis i bicicletes taxis, encara que només estan disponibles en determinats punts de la ciutat.
Per viatjar de llarga distància, els locals prefereixen agafar les nombroses furgonetes de mida completa Hiace, que viatgen regularment per Burundi. La principal terminal d'autobusos de Bujumbura es troba al costat del Mercat Central.

## Salut
Bujumbura també acull moltes clíniques i els principals hospitals de la província: l’Hospital Prince Regent Charles, l'Hospital Roi Khaled i l'Hospital Militar.

## Llocs de culte

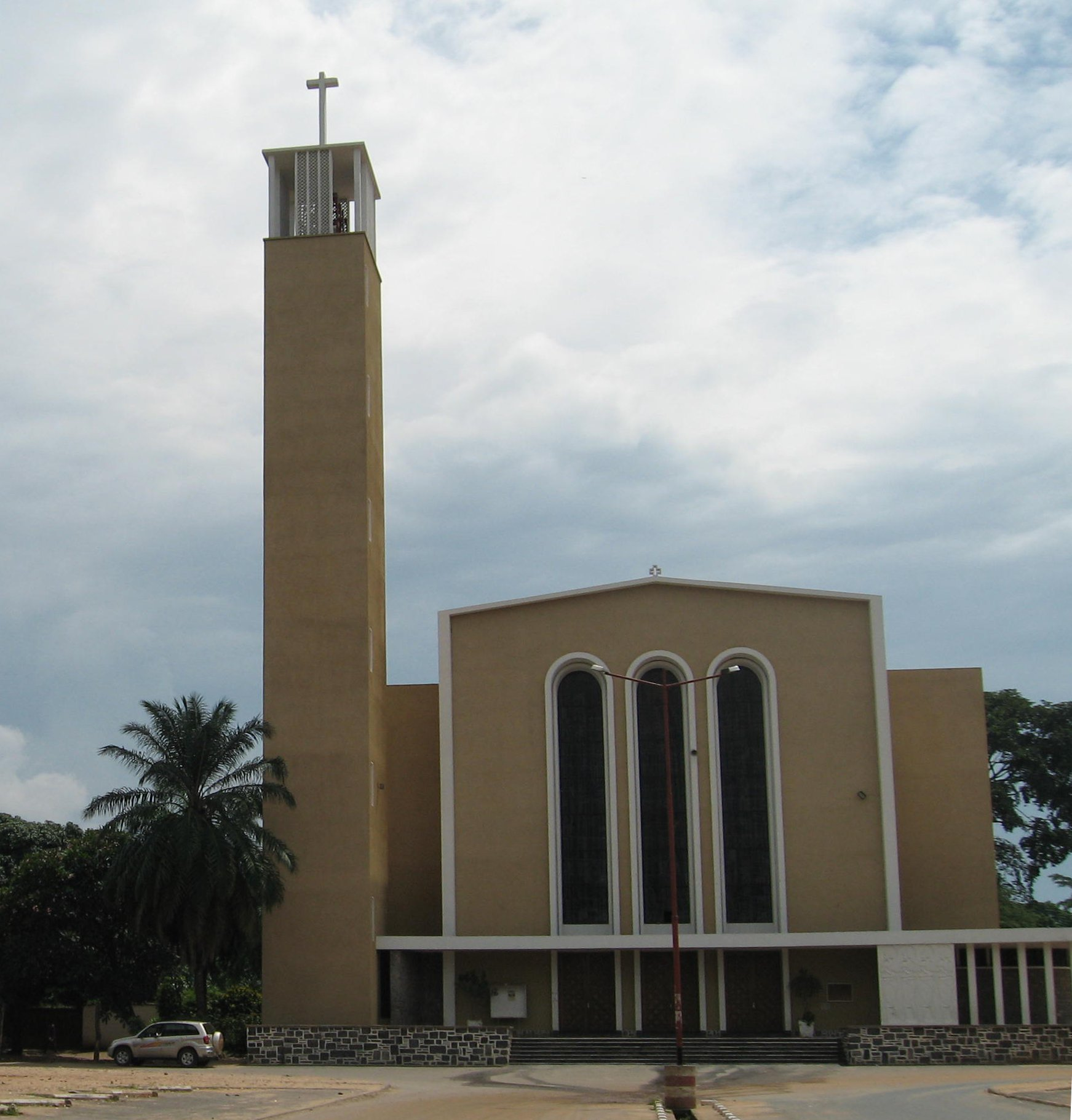
Catedral Regina Mundi

Entre els llocs de culte es troben predominantment esglésies i temples cristians: Arxidiòcesi Catòlica Romana de Bujumbura (Església Catòlica), Província de l'Església anglicana de Burundi (Comunió Anglicana), Unió d'Esglésies Baptistes de Burundi (Aliança Mundial Baptista) i Assemblees de Déu. També hi ha mesquites musulmanes.

## Cultura
Els principals atractius de Bujumbura són els seus nombrosos museus, parcs i monuments. Els museus de la ciutat són el Museu de la Vida de Burundi i el Museu Geològic de Burundi. Altres atraccions properes són el parc nacional de Rusizi, el monument Livingstone-Stanley a Mugere (on David Livingstone i Henry Morton Stanley van visitar 14 dies després de la seva primera reunió històrica a Ujiji a Tanzània), el palau presidencial i la font de l'afluent més al sud del Nil, descrit localment com la font del Nil.
Bujumbura també va ser la seu del programa de ràdio setmanal independent Imagine Burundi, el primer programa local en anglès del país que es va centrar en històries sobre la vida a la regió. L'espectacle es va emetre des de setembre de 2010 fins a agost de 2013, i les gravacions s'arxiven al lloc web de l'espectacle a imagineburundi.com.

## Demografia
| 2008    | 2014    |
| 497.166 | 658.859 |

Es preveu que Bujumbura sigui la quarta ciutat del continent africà amb un creixement més ràpid entre el 2020 i el 2025, amb un creixement del 5,75%.

## Relacions Internacionals
Bujumbura està agermanada amb:
- Ubon Ratchathani, Tailàndia
- Corigliano Calabro, Itàlia

## Galeria

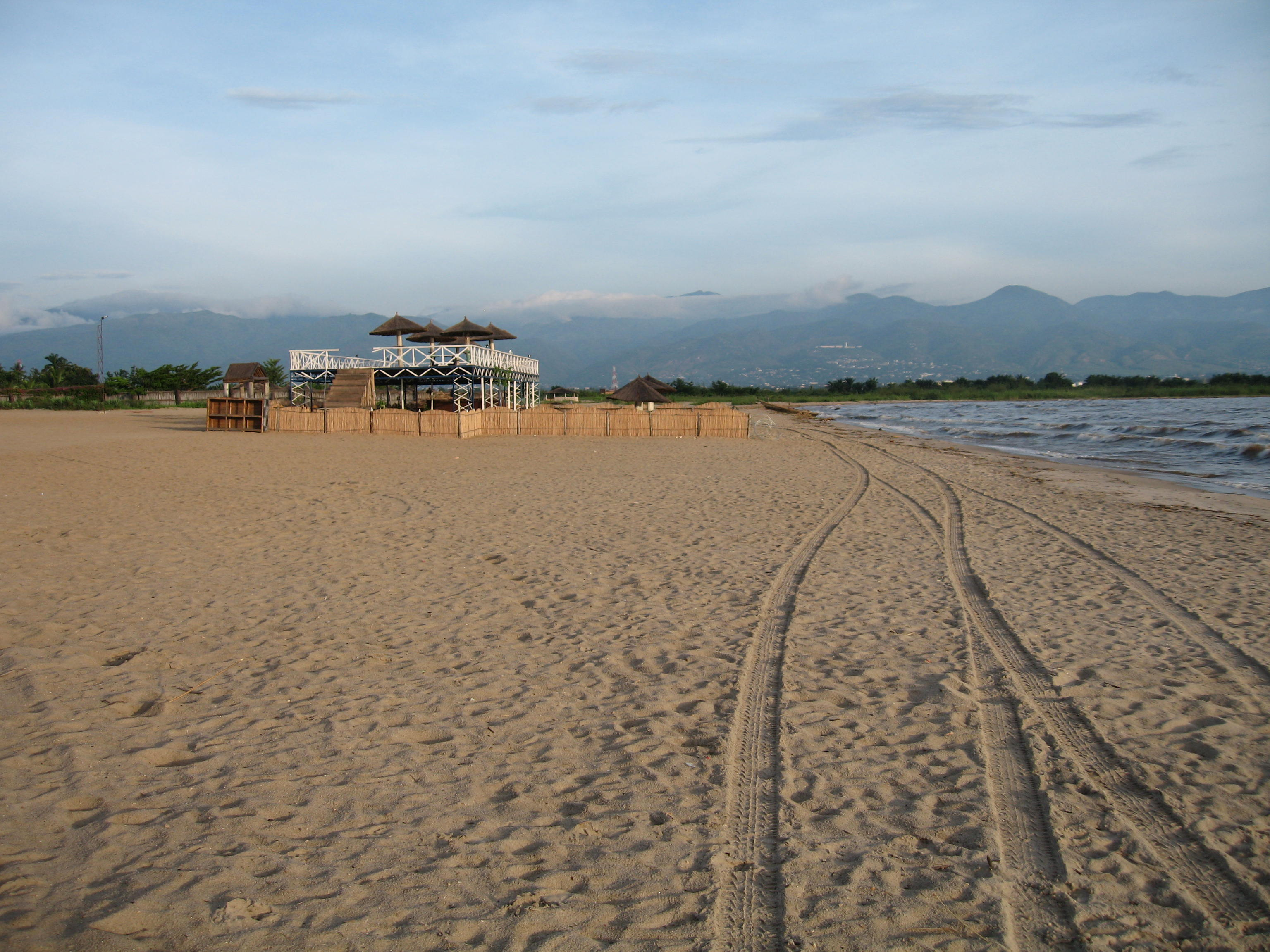
La platja de Bujumbura, a ponent de la ciutat
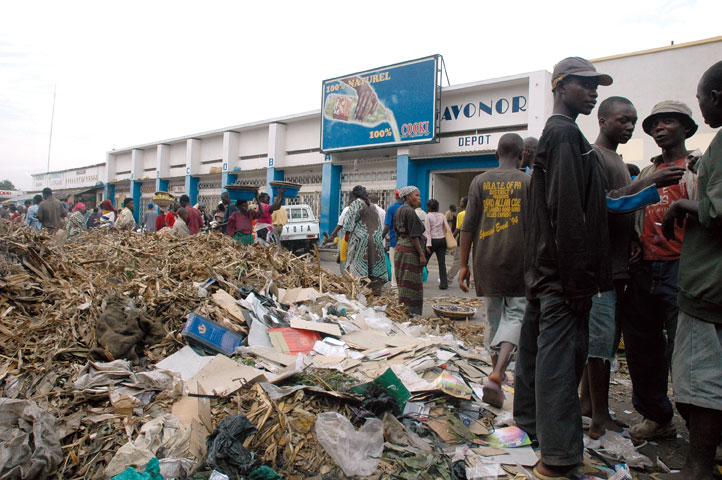
El mercat al centre de Bujumbura